# Jan Edmund Reyman
Jan Edmund Reyman (ur. 13 stycznia 1885 w Tomaszowie Mazowieckim, zm. 31 marca 1958 w Górze Kalwarii) – polski prawnik, księgowy i działacz społeczny, dyrektor i rektor Akademii Nauk Politycznych w Warszawie.

## Życiorys
Urodził się 13 stycznia 1885 w Tomaszowie Mazowieckim, był synem Juliana i Ludwiki z domu Baumgart. Po przeprowadzce rodziny do Warszawy rozpoczął w tym mieście w 1894 naukę w gimnazjum realnym. W 1902 ukończył gimnazjum i rozpoczął ochotniczo służbę wojskową w korpusie inżynierii rosyjskiej armii. Po zakończeniu 1 września 1903 służby wojskowej wyjechał (na jesieni) na studia do Akademii Handlowej w Lipsku, podczas studiów intensywnie działał w Bratniej Pomocy Studentów−Polaków i studenckiej organizacji katolickiej Unitas. Wiosną 1906 ukończył studia i wrócił do Warszawy, w której rozpoczął pracę księgowego i korespondenta w językach obcych. Dwa lata później bez powodzenia próbował założyć w Warszawie stowarzyszenie byłych studentów lipskich uczelni, udzielał się także w Towarzystwie Kultury Polskiej i Towarzystwie Opieki nad Dziećmi Więźniów.
W 1909 wyjechał na studia do Zurychu, gdzie w 1911 otrzymał tytuł kandydata praw. Rok później obronił rozprawę doktorską pt. Die Weichsel als Wasserstrasse und ihre volkswirtschaftliche Bedeutung für das Königreich Polen na Uniwersytecie w Heidelbergu i wyjechał na dalszą edukację do Paryża (na Sorbonie, Ecole Libre des Sciences Politiques, Collège de France), ale jeszcze w tym samym roku wrócił do Warszawy, by objąć stanowiska sekretarza Komisji Spółdzielczej Towarzystwa Popierania Przemysłu i Handlu i jednego z redaktorów Przeglądu Spółdzielczego. Od 1913 do 1919 wykładał w Wyższej Szkole Handlowej w Warszawie historię i teorię kooperacji oraz historię gospodarczą. Udzielał się w Warszawskiej Kooperatywie Mieszkaniowej, której był jednym ze współzałożycieli.
Był pomysłodawcą zwołania spotkania polskich studentów z Lipska, które odbyło się 12 marca 1914. Na spotkaniu tym powołało Koło Lipszczan, które działało do 1939, oraz utworzono z jego inicjatywy Szkołę Nauk Społecznych i Handlowych (późniejsza Akademia Nauk Politycznych), której został dyrektorem, a w 1939 rektorem (po uzyskaniu przez szkołę uprawnień akademickich). Oprócz pracy w swojej szkole w latach 1917−1919 Reyman prowadził także firmowane przez Tymczasową Radę Stanu roczne kursy dyplomatyczno-konsularne, w latach 1920−1924 prowadził kursy społeczne w różnych miastach Polski, w latach 1924−1928 kierował Wyższą Szkołą Nauk Społecznych i Ekonomicznych w Łodzi, a w latach 1929−1939 prowadził powołany przez siebie i powiązany z ANP Instytut Studiów Handlowych i Orientalistycznych w Warszawie.
W 1935 Reyman został redaktorem naczelnym Encyklopedii nauk politycznych, przygotowanej z okazji dwudziestolecia ANP. Łącznie do wybuchu wojny ukazały się trzy tomy i część tomu czwartego.
W czasie okupacji niemieckiej Reyman mieszkał w Warszawie i w związku z zamknięciem ANP uruchomił Szkołę Sekretarek, której dyrektorem był do 1945. Po wyzwoleniu ponownie został rektorem ANP i pozostał na tym stanowisku do 1946. W czasie kierowania ANP utworzył jej oddział w Sopocie i po odejściu z funkcji rektora w Warszawie został kierownikiem tego oddziału. W 1947 został jednak usunięty z pracy pomimo opowiadania się za nowym ustrojem. Od stycznia 1948 przez półtora roku pracował jako komisarz oszczędnościowy w Zjednoczeniu Przemysłu Kawowego i Surogatów Spożywczych, następnie do 1951 w Państwowym Banku Rolnym, po czym został pracownikiem Biblioteki Publicznej Warszawy i kierował jej Oddziałem Druków Ulotnych.
Zmarł 31 marca 1958 w Górze Kalwarii.
Materiały archiwalne Jana Edmunda Reymana znajdują się w PAN Archiwum w Warszawie pod sygnaturą III-68.